# Jelanjska
Jelanjska (cyr. Јелањска) – wieś w Bośni i Hercegowinie, w Republice Serbskiej, w gminie Stanari. W 2013 roku liczyła 435 mieszkańców.